# アンリ兄弟
アンリ兄弟（兄：ポール＝ピエール・アンリ：Paul-Pierre Henry、1848年8月21日 – 1905年1月4日、弟：プロスペール＝マティユー・アンリ ：Prosper-Mathieu Henry、1849年12月10日 – 1903年7月25日）は、フランスの光学者、天文学者。
ナンシーに生まれ、パリ天文台で働いた。ジャン・シャコルナクの没後、ジャン・シャコルナクの星図の完成のために天体写真を使った観測のために改良した望遠鏡を作成した。国際協力による星図 Carte du Cielの製作のためにアンリ型の天体写真用望遠鏡は多く製作された。2人で合計14個の小惑星を発見した。1885年11月プレアデス星団の星間ガスの撮影に初めて成功した。
月のクレータにアンリ兄弟(Henry Freres)の名が命名されている。